# Georg Riedesel zu Eisenbach (Erbmarschall, 1588)
Georg VIII. Riedesel zu Eisenbach (* 17. Mai 1588; † 12. Januar 1640 in Lauterbach) aus der Hermannsburger Linie des Adelsgeschlechts Riedesel war von 1632 bis 1640 Erbmarschall der hessischen Landgrafen.

## Familie
Georg Riedesel zu Eisenbach war ein Sohn des Volprecht II. Riedesel zu Eisenbach und dessen Gattin Beate geb. von Berlepsch. Die Eltern hatten 18 Kinder, von denen 10 das Erwachsenenalter erreichten.
Er heiratete am 25. November 1622 Sophie Eleonore von Krosigk (* 16. Juni 1608), Tochter des anhaltinischen Rates und Hofmarschalls Christoph von Krosigk. Aus der Ehe gingen vier Söhne und drei Töchter hervor.

## Leben
Georg Riedesel zu Eisenbach besuchte die Schule in Schlitz und erhielt später Privatunterricht auf Schloss Ludwigseck und Schloss Eisenbach. 1602 besuchte er das Gymnasium in Marburg und ab 1604 in Saarbrücken. 1606 besuchte er die Universität Tübingen, wurde aber nach dem Tod seiner Mutter am 27. März 1606 nach Hause gerufen und setzte seine Studien in Tübingen erst im Herbst 1606 wieder fort. Im November 1609 kehrte er nach Hause zurück, da der Vater krank geworden war, und blieb auch nach dem Tod des Vaters 1610 auf Schloss Eisenbach. Nachdem sein Bruder Volprecht die Verwaltung der heimischen Güter übernommen hatte, begab sich Georg für die nächsten sechs Jahre auf Grand Tour und besuchte Frankreich, England und Italien (Universität Padua am 24. November 1613). Aufgrund der Krankheit des Bruders kehrte er am 6. April 1617 wieder zurück und übernahm nach dem Tod seines Bruders im folgenden Jahr die Verwaltung der eigenen Güter.
Nach dem Tod von Volprecht Riedesel zu Eisenbach dem Mittleren im Jahre 1632 wurde er selbst Erbmarschall der hessischen Landgrafen und erbte die Herrschaft Riedesel.